# Écriture à quatre mains
Le terme écriture à quatre mains ou coécriture désigne la démarche de deux personnes ou plus dans l'élaboration d'une œuvre artistique, cinématographique, littéraire, musicale, etc.

## Exemples d'écriture à quatre mains
- Les frères Goncourt[1].

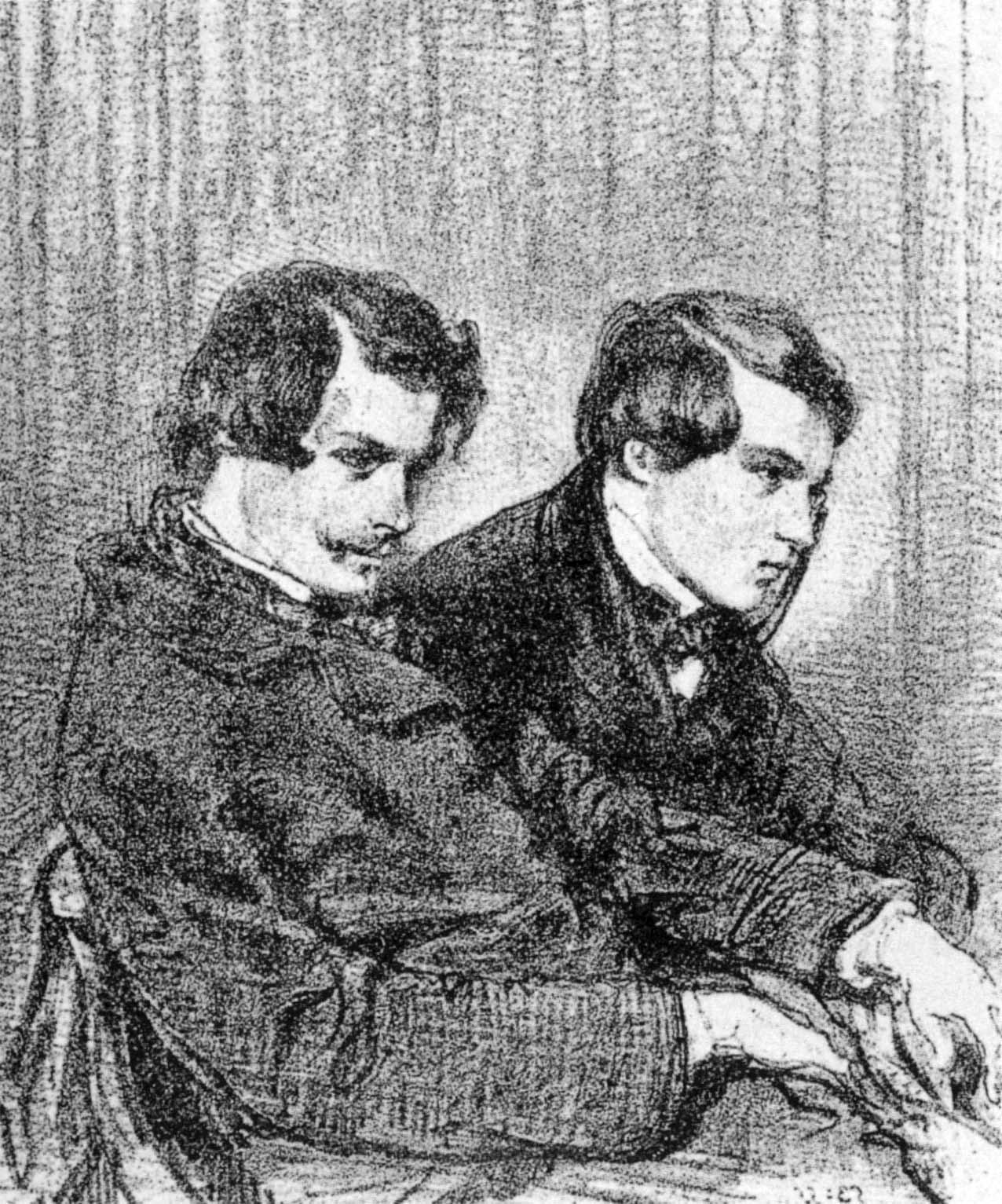
Edmond et Jules de Goncourt, par Paul Gavarni.

- Erckmann-Chatrian, pseudonyme commun d'Émile Erckmann et Alexandre Chatrian, dont le roman le plus connu est L'Ami Fritz.
- Boileau-Narcejac, signature commune de Pierre Louis Boileau et Pierre Ayraud, dit Thomas Narcejac, auteurs de romans policiers.
- André Breton et Philippe Soupault ont écrit ensemble Les Champs magnétiques, publié en 1920.
- Christian Clavier et Jean-Marie Poiré pour les dialogues des films Les Visiteurs[2], Les Anges gardiens.
- Benjamin Biolay pour la chanson J'ai pas peur avec Jeanne Cherhal sur l'album Charade.
- Marie Desplechin, en écriture à quatre mains avec Lydie Violet, pour La Vie sauve, qui remporte en novembre 2005 le prix Médicis essais.
- Gilles Deleuze et Félix Guattari ont écrit ensemble plusieurs livres de philosophie.
- Maximalist!, ensemble instrumental belge créé en 1983 à l'initiative de Thierry De Mey et de Peter Vermeersch qui composent à quatre mains.
- Bernadette Herman pour ses trois premiers romans avec Abdelkader Boucharba avec cette particularité que les deux auteurs ne se sont jamais rencontrés avant la sortie du troisième livre et que les ouvrages ont été écrits par échanges de courriels[3].
- Il était une fois dans l'œuf est une étiquette de création créée par Mathieu Blais et Joël Casséus afin de regrouper leur production littéraire réalisée en coécriture.
- Marc Cantin et Isabel ont publié une quarantaine d'ouvrages de littérature jeunesse écrits à quatre mains (Azami le cœur en deux, éditions Nathan - Prix des Incorruptibles -, Jade et le royaume magique, éditions Flammarion/Père Castor) et de nombreux scénarios BD.
- James Norman Hall et Charles Norhoff sont les deux coauteurs de la saga du Bounty. Ils ont mis cinq ans à finaliser la trilogie : "Mutiny on the Bounty" édité en 1932, "Men Against the Sea" et "Pitcairn's Island" édités en 1934.
- Terry Pratchett et Neil Gaiman ont coécrits De Bons Présages, dont l'écriture peut être considérée comme une sorte de jeu entre eux[4]
- Thierry Bernier et sa fille Aurélie sont les auteurs de Le Mas légué. Cette pièce de théâtre a été créée en 2020 par Philippe Derlet. L'histoire de cette coécriture est émouvante. Bernier père est décédé des suites d'un cancer et sa fille ne voulait pas que cette pièce reste lettre morte et inachevée, elle a donc complété la fable. Le style est respecté car, sans un effet de mise en scène particulier, aucune fausse note ne permettrait de découvrir la collaboration.
- Maylis de Kerangal et Joy Sorman ont coécrit Seyvoz, un roman sur la submersion, en 1952, du village de Tignes (éditions Inculte-Dernière Marge, 2022)